# Can Duran (Vilassar de Mar)
Can Duran és un edifici del municipi de Vilassar de Mar (Maresme) que forma part de l'Inventari del Patrimoni Arquitectònic de Catalunya.

## Descripció
És un edifici civil que segueix la línia del carrer i està adossada pels murs laterals a altres edificis. Consta de planta baixa i dos pisos. Presenta un eix vertical de simetria, marcat pel portal d'entrada, un balcó, una finestra i el coronament de la façana situat damunt de la cornisa. Destaca el treball del ferro a les baranes del primer pis, i molt especialment el de les baranes de les finestres bipartides del pis superior, que fan un mostrejat de tipus vegetal molt espès, eludint les barres verticals. Pel que fa als seus elements arquitectònics es pot parlar d'un historicisme neoclàssic: pilastres adossades que separen els diferents cossos, mènsules que suporten la cornisa i un frontó triangular que corona l'edifici. Hi ha una eixida posterior.

### Jardí
Pati davanter situat a l'altra banda del carrer i actualment flanquejat per edificis. Es tracta d'una mostra representativa d'aquest tipus d'arquitectura, típica de bastants pobles del Maresme, que situa a una banda del carrer l'habitació, mirant a mar, i a l'altra banda el jardí. En aquest cas, és rectangular i de dimensions considerables, ja que arriba fins al carrer Sant Guillem i hi destaca un bell reixat que el tanca, format per barres de ferro que a la part superior s'enllacen amb barres convexes que donen una certa agilitat al conjunt.